# سیارک ۳۳۴۳
سیارک ۳۳۴۳ (به انگلیسی: 3343 Nedzel، نامگذاری:1982HS) سه هزار و سیصد و چهل و سومین سیارک کشف شده‌است که در ۲۸ آوریل ۱۹۸۲ کشف شد.
قدر مطلق سیارک برابر ۱۳٫۳۰ است.